# St Joseph’s School (Mzimpofu)
St Joseph’s School ist eine öffentliche Schule im ländlichen Bereich von Eswatini. Das Schulgelände gehört zum Komplex einer katholischen Missionsstation der Serviten (OSM) und formal zum Gebiet von Mzimpofu. St Joseph’s ist eine der führenden Schulen in Eswatini bei der Integration und Ausbildung von Schülern mit Behinderungen.

## Geschichte
Die Schule wurde 1914 durch den aus Österreich stammenden Frater Franz Mayr gegründet. Dieser gründete die Mission, um für behinderte sowie für sozial unterprivilegierte Menschen zu sorgen. Im Oktober 1914 wurde Mayr von Fanyana Mdluli ermordet, der später durch Königin Labotsibeni Mdluli zum Tode verurteilt wurde.
Über fünfzig Jahre lang diente der italienische Frater Angelo „Nkomiyahlaba“ Ciccone (1930–2016) als Vikar der Mission und überwachte die Entwicklung der Dienste für die Behinderten. 2016 starb Father Ciccone bei einem Autounfall.

## Einrichtungen der Schule
Die Schule verfügt über zahlreiche Einrichtungen, die speziell für die Ausbildung von Behinderten ausgerichtet sind. Das Schul-Curriculum integriert Behinderte in der Grundschule und der Oberstufe und verfügt über einen Internatsbereich für die Behinderten. Das Ekululameni Vocational Rehabilitation Centre bietet Kurse für behinderte Erwachsene. Früher gab es auch die Embelekweni Pre-school für behinderte Kinder zwischen 0 und 5 Jahren. Das Zama Center bietet Dienste für Schüler mit schweren geistigen Behinderungen. Ein Resource Center auf dem Schulgelände bietet Transkriptions-Dienste für Brailleschrift für blinde Schüler in der Grund- und weiterführenden Schule. Ein Teil der Mittel der Schule kommt von der Regierung von Eswatini, zusätzliche Mittel stellt die deutsche Kindernothilfe bereit.